# Nothenneboeus punctatus
Nothenneboeus punctatus is een keversoort uit de familie Archeocrypticidae. De wetenschappelijke naam van de soort werd in 1994 gepubliceerd door John F. Lawrence.